# Sthenaster
Sthenaster is een geslacht van zeesterren uit de familie Goniasteridae.

## Soort
- Sthenaster emmae Mah, Nizinski & Lundsten, 2010